# 超臨界液氣邊界
超臨界液氣邊界是三項圖圖中用於界定超臨界流體更接近液體或更接近氣體狀態的線。這些線包括了費雪-維多姆線（Fisher–Widom line）、維多姆線（Widom line）和弗倫克爾線（Frenkel line）。

## 概述

在相圖中，臨界點就是液態和氣態邊界（藍色線）最右上方的點

在相圖中，臨界點就是液態和氣態邊界（藍色線）最右邊上方的點

根據課本教授的內容，如果想要將液體在不經歷相變的情況下轉變為氣體，我們可以將物質先加壓再加熱，繞過臨界點進入超臨界流體狀態後再減壓以獲得氣體。我們可以用不同的標準區分超臨界流體更接近液態或更接近氣態的狀態。而這些標準可以讓我們畫出超臨界流體的邊界線。這些線不是從臨界點出發，就是從略低於臨界點的液-氣邊界（沸騰曲線）出發。這些邊界曲線並不對應於一般的一階相變或二階相變，而是對應於較不嚴格的奇異點。
以下為幾種用來區分超臨界流體更接近液態還是更接近氣態的方法：
費雪-維多姆線(Fisher–Widom line)用來區分超臨界流體的方法是藉由徑向分布函數{\displaystyle G({\vec {r}})}在不同溫度和壓力下從單調漸近轉變為振盪漸近的各個點，把這些點連起來就能得到費雪-維多姆線。
維多姆線(Widom line)是費雪-維多姆線(Fisher–Widom line)的概括，是由H.Eugene Stanley命名。然而，是Jones和Walker於1956年最先對維多姆線進行了實驗測量，隨後由Bernal於1964年將其命名為“超臨界線”，並同時提出了流體結構上的解釋。維多姆線的另一個評斷標準是透過觀察在固定壓力下熱容的峰值。在臨界點以下的區域，相變的線便是熱容也就是潛熱的峰值。在接近臨界點時，潛熱會下降至零，同時相變線附近純相（液相和氣相）的熱容量也會逐漸地上升。在臨界點上，潛熱為零，但熱容值大到變為奇異點。溫度和壓力超過臨界點以後，熱容量不再發散，而是出現平滑的峰值；該峰的最高點就是維多姆線。
弗倫克爾線(Frenkel line)是「剛性」和「非剛性」流體之間的邊界，剛性則代表該物質更接近液態，非剛性則為氣態。判斷其非鋼性的方法是觀測該物質在特定情況下有無橫波的出現。
費倫克爾線是由這些從沒有橫波到有橫波的轉變點，每一點連起來得到的。上述轉變點的評斷標準之一是基於速度的自相關函數velocity autocorrelation function（簡稱vacf）：在弗倫克爾線以下，vacf表現出振盪的行為，而在其上，vacf呈單調遞減。第二個標準是在臨界溫度以下，液體可以維持其橫向激發，而該橫向激發會在液體加熱的過程中消失。另一個標準是等容情況下熱容的測量。靠近熔線的單原子液體每個原子的等容熱容會接近{\displaystyle 3k_{B}}（其中{\displaystyle k_{B}}是玻爾茲曼常數）。橫向激發的位能對熱容的貢獻為{\displaystyle 1k_{B}}。因此根據液體熱力學聲子理論
的直接預測，在橫向激發消失的弗倫克爾線處，每個粒子的等容熱容應為{\displaystyle 2k_{B}}。
Anisimov等人(2004),在沒有參考Frenkel、Fisher或Widom的情況下，測量出了水在Tc（臨界溫度）以上100K超臨界狀態下的比熱、膨脹係數、壓縮性、黏度和聲速，這些值的極值可以用密度的函數得出。

## 資料來源
1. ↑  Fisher, Michael E.; Widom, Benjamin. . The Journal of Chemical Physics (AIP Publishing). 1969, 50 (9): 3756–3772. Bibcode:1969JChPh..50.3756F. ISSN 0021-9606. doi:10.1063/1.1671624.
2. ↑  Boston University Research Briefs (2003), http://www.bu.edu/phpbin/researchbriefs/display.php?id=659 （页面存档备份，存于）
3. ↑  Jones, Gwyn Owain; Walker, P. A. . Proceedings of the Physical Society B. 1956, 69 (12): 1348–1350. doi:10.1088/0370-1301/69/12/125.
4. ↑  Bernal, John Desmond. . Proceedings of the Royal Society of London. Series A. Mathematical and Physical Sciences (The Royal Society). 1964-07-28, 280 (1382): 299–322. Bibcode:1964RSPSA.280..299B. ISSN 2053-9169. S2CID 178710030. doi:10.1098/rspa.1964.0147.
5. ↑  Simeoni, Giovanna Giulia; Bryk, Taras; Gorelli, Federico Aiace; Krisch, Michael; Ruocco, Giancarlo; Santoro, Mario; Scopigno, Tullio. . Nature Physics. 2010, 6 (7): 503–507. Bibcode:2010NatPh...6..503S. ISSN 1745-2473. doi:10.1038/nphys1683 .
6. ↑  Banuti, Daniel. . Periodica Polytechnica Chemical Engineering. 2019, 63 (2): 270–275. ISSN 1587-3765. doi:10.3311/PPch.12871 .
7. ↑  Brazhkin, Vadim Veniaminovich; Fomin, Yury D.; Lyapin, Alexander G.; Ryzhov, Valentin N.; Trachenko, Kostya. . Physical Review E (American Physical Society (APS)). 2012-03-30, 85 (3): 031203. Bibcode:2012PhRvE..85c1203B. ISSN 1539-3755. PMID 22587085. S2CID 544649. arXiv:1104.3414 . doi:10.1103/physreve.85.031203.
8. ↑  Bolmatov, Dima; Brazhkin, Vadim Veniaminovich; Trachenko, Kostya. . Scientific Reports. 2012-05-24, 2 (1): 421. Bibcode:2012NatSR...2E.421B. ISSN 2045-2322. PMC 3359528 . PMID 22639729. arXiv:1202.0459 . doi:10.1038/srep00421 .
9. ↑  Bolmatov, Dima; Brazhkin, Vadim Veniaminovich; Trachenko, Kostya. . Nature Communications. 2013-08-16, 4 (1): 2331. Bibcode:2013NatCo...4.2331B. ISSN 2041-1723. PMID 23949085. arXiv:1303.3153 . doi:10.1038/ncomms3331 .
10. ↑  .   [2024-04-20]. （原始内容存档于2018-01-02）.
11. ↑  Anisimov, Mikhail A.; Sengers, Jan V.; Levelt Sengers, Johanna M. H.: Near-critical behavior of aqueous systems, chapter 2 in Aqueous Systems at Elevated Temperatures and Pressures, Palmer, Donald A.; Fernández-Prini, Roberto; Harvey, Allan H.; eds., Academic Press, 2004, pages 29-71, ISBN 978-0-125444-61-3, doi: 10.1016/B978-012544461-3/50003-X